# Gunnar Nilsson
Gunnar Axel Arvid Nilsson (Helsingborg, 20 novembre 1948 – Londra, 20 ottobre 1978) è stato un pilota automobilistico svedese di Formula 1.

## Carriera

### Gli inizi
Nilsson si interessò all'automobilismo alla fine degli anni '60 prendendo parte a varie corse locali. Nel 1974 decise di trasferirsi in Inghilterra e debuttò in Formula Vee. Con una March privata prese parte al campionato di F3 inglese nel 1975 e a fine stagione vinse il titolo di categoria. Per l'anno seguente Nilsson avrebbe dovuto debuttare in Formula 2, ma arrivò la chiamata dalla Lotus in Formula 1.

### Formula 1
Gunnar Nilsson fu chiamato in Formula 1 da Colin Chapman dopo un discreto palmarès nelle formule minori, ma senza particolari acuti: fu una delle tante scommesse vinte dal manager inglese della Lotus, che lo volle al debutto a inizio stagione 1976. Sempre nel 1976, Nilsson, insieme al connazionale Ronnie Peterson, ha disputato la 6H di Silverstone alla guida di una BMW 3.5 CSL Turbo Gr.5 del Team Works.
Vincitore del Gran Premio del Belgio nel 1977, al termine della stagione fu ufficializzato il suo passaggio alla neonata scuderia Arrows per il 1978 in coppia col pilota italiano Riccardo Patrese ma fu costretto a lasciare la Formula 1 a causa della scoperta di un cancro ai testicoli, da cui purtroppo non riuscì a salvarsi. Nilsson morì circa un anno dopo la sua ultima gara, il 20 ottobre 1978, nell'ospedale di Charing Cross, dopo che un mese prima aveva partecipato ai funerali del collega connazionale Ronnie Peterson, morto in un incidente durante il GP d'Italia a Monza; oggi lo svedese riposa nel cimitero di Helsingborg Pålsjö, ad Helsingborg.
Negli ultimi mesi di vita Nilsson aveva inviato agli amici una lettera, invitandoli a cooperare per la creazione di una fondazione sulla ricerca scientifica contro il cancro. Grazie a questa sua iniziativa, molti appassionati di automobilismo offrirono fondi e diffusero a loro volta la richiesta di denaro in tutto il mondo; furono raccolti un miliardo e 440 milioni di lire. I lettori della rivista Autosprint donarono 170 milioni di lire del tempo, consentendo un avvio immediato alla Fondazione contro il cancro che si organizzò con un lavoro di ricerca, a nome del campione svedese.

## Risultati in Formula 1
| 1976 | Scuderia | Vettura |  |     |     |   |     |     |     |     |     |   |   |     |    |    |     |   |  | Punti | Pos. |
| ---- | -------- | ------- |  | --- | --- | - | --- | --- | --- | --- | --- | - | - | --- | -- | -- | --- | - |  | ----- | ---- |
| 1976 | Lotus    | 77      |  | Rit | Rit | 3 | Rit | Rit | Rit | Rit | Rit | 5 | 3 | Rit | 13 | 12 | Rit | 6 |  | 11    | 10º  |

| 1977 | Scuderia | Vettura |    |   |    |   |   |     |   |    |   |   |     |     |     |     |     |     |     | Punti | Pos. |
| ---- | -------- | ------- | -- | - | -- | - | - | --- | - | -- | - | - | --- | --- | --- | --- | --- | --- | --- | ----- | ---- |
| 1977 | Lotus    | 78      | NP | 5 | 12 | 8 | 5 | Rit | 1 | 19 | 4 | 3 | Rit | Rit | Rit | Rit | Rit | Rit | Rit | 20    | 8º   |

| Legenda | 1º posto     | 2º posto | 3º posto    | A punti         | Senza punti/Non class.  | Grassetto – Pole position Corsivo – Giro più veloce |
| Legenda | Squalificato | Ritirato | Non partito | Non qualificato | Solo prove/Terzo pilota | Grassetto – Pole position Corsivo – Giro più veloce |